# Witali Kolesnik
Witali Nikolajewitsch Kolesnik (russisch Виталий Николаевич Колесник; * 20. August 1979 in Ust-Kamenogorsk, Kasachische SSR, Sowjetunion) ist ein kasachischer Eishockeytorwart, der zuletzt bei Barys Astana in der Kontinentalen Hockey-Liga spielte.

## Karriere

### Club
Witali Kolesnik begann seine Karriere 1995 in der zweiten russischen Liga bei Torpedo Ust-Kamenogorsk. 2005 wechselte er zu der Colorado Avalanche, bei der er acht Spiele in der National Hockey League absolvierte. Weitere Station innerhalb der Saison 2005/06 war das Farmteam der Avalanche, die Lowell Lock Monsters aus der American Hockey League. 2006 wurde er von Atlant Mytischtschi für drei Spielzeiten verpflichtet. Bei seinem nächsten Verein Salawat Julajew Ufa aus Russland stand der Schlussmann ab 2009 unter Vertrag und gewann mit diesem Team 2011 den Gagarin Cup, die Meisterschaftstrophäe der KHL.
Im Juni 2012 unterschrieb Kolesnik einen Vertrag über zwei Jahre Laufzeit bei Lokomotive Jaroslawl, wo er bis 2016 spielte. In der Saison 2016/17 war er für Barys Astana in seiner kasachischen Heimat aktiv, wurde aber im Juni 2017 aus seinem laufenden Vertrag entlassen.

### Nationalmannschaft
Mit Kasachstan belegte Kelesnik  bei der U18-Eishockeymeisterschaft Asiens und Ozeaniens 1997 den zweiten Platz hinter Japan. Zwei Jahre später erreichte er bei der U20-Weltmeisterschaft 1999 den sechsten Platz.
Zwei Jahre später wurde er erstmals bei der WM 2001, bei der die Kasachen in der Division I spielten, in die Nationalmannschaft der Herren berufen, kam aber beim Turnier in Ljubljana nicht zu einem Einsatz. Dies änderte sich 2002 (drei Einsätze) und auch 2003 (vier Einsätze), als er mit seiner Mannschaft nach fünf Siegen in fünf Spielen in die Top-Division aufstieg. Dort spielte er bei den Weltmeisterschaften 2004 und 2005. Höhepunkt seiner internationalen Karriere waren dann die Olympischen Winterspiele 2006 in Turin, bei denen er zweimal eingesetzt wurde.
In den nächsten fünf Jahren wurde Kolesnik zunächst nicht in der Nationalmannschaft berücksichtigt. Erst bei den Winter-Asienspielen 2011 gehörte er wieder zum kasachischen Kader, der die Goldmedaille gewann. In der Folge nahm er auch im selben Jahr an der Division I der Weltmeisterschaft 2011 teil und schaffte mit seinem Team die Rückkehr in die Top-Division, aus der Kasachstan zwischenzeitlich abgestiegen war. Dort wurde das Team ein Jahr später aber nur Letzter und Kolesnik musste in den vier Spielen, in denen er eingesetzt wurde, im Schnitt 5,18 Gegentore hinnehmen. Eine Glanzleistung lieferte er dann aber bei der Division I der WM 2013, als er in fünf Spielen nur vier Gegentore kassierte, dabei 96,8 % der Schüsse hielt und so erheblich zum Wiederaufstieg seiner Mannschaft in die Top-Division beitrug. Neben der besten Fangquote erreichte er hinter dem Italiener Adam Dennis auch den zweit-niedrigsten Gegentorschnitt des Turniers. Zuvor war er im Februar 2013 mit der kasachischen Mannschaft bei der Olympiaqualifikation für die Spiele in Sotschi 2014 gescheitert, wobei er bei der entscheidenden 2:3-Niederlage gegen Lettland nach zwei Minuten und 37 Sekunden bereits zwei Gegentore kassiert hatte und daraufhin durch Witali Jeremejew ersetzt wurde.

## Erfolge und Auszeichnungen
- 2002 Geringster Gegentorschnitt der Wysschaja Liga Gruppe Ost
- 2006 AHL All-Star Classic
- 2008 KHL-Torwart des Monats Oktober
- 2011 Gagarin-Pokal-Gewinn mit Salawat Julajew Ufa

### International
| - 1997 Silbermedaille bei der U18-Eishockey-Meisterschaft Asiens und Ozeaniens - 2003 Aufstieg in die Top-Division bei der Weltmeisterschaft der Division I, Gruppe A - 2011 Goldmedaille bei den Winter-Asienspielen - 2011 Aufstieg in die Top-Division bei der Weltmeisterschaft der Division I, Gruppe B | - 2013 Aufstieg in die Top-Division bei der Weltmeisterschaft der Division I, Gruppe A - 2013 Beste Fangquote bei der Weltmeisterschaft der Division I, Gruppe A - 2017 Goldmedaille bei den Winter-Asienspielen |

## Liga-Statistik
(Stand: Ende der Saison 2014/15)